# Johan Jacobs
Johan Jacobs (ur. 1 marca 1997 w Zurychu) – szwajcarski kolarz szosowy i przełajowy.

## Osiągnięcia

### Kolarstwo szosowe
Opracowano na podstawie:
2019
- 2. miejsce w Paryż-Roubaix U23
- 1. miejsce na 2. etapie Tour de l’Avenir (jazda drużynowa na czas)

2021
- 3. miejsce w mistrzostwach Szwajcarii (start wspólny)

### Kolarstwo przełajowe
Opracowano na podstawie:
2014
- 3. miejsce w mistrzostwach Europy juniorów

2015
- 2. miejsce w klasyfikacji generalnej Pucharu Świata juniorów

## Rankingi

### Kolarstwo szosowe
| Rok             | 2018  | 2019  | 2020 | 2021 | 2022  | 2023  | 2024 |
| --------------- | ----- | ----- | ---- | ---- | ----- | ----- | ---- |
| World Ranking   | 2834. | 1226. | 318. | 669. | 1195. | 1422. | 896. |
| UCI Europe Tour | 1900. | 852.  | 263. | 530. | 835.  | -     | -    |
|                 |       |       |      |      |       |       |      |
| Źródło: UCI     |       |       |      |      |       |       |      |